# Haus Knipp
Haus Knipp war ein mittelalterliches Festes Haus und Schloss, das zunächst auf einer Sandbank beim untergegangenen Dorf Halen lag. Nach mehreren schweren Hochwassern und einer Rheinverlagerung im 16. Jahrhundert blieb von dem ursprünglichen Haus nur eine rechtsrheinisch liegende Ruine übrig. 1620 wurde es an der nach dem Haus benannten Haus-Knipp-Straße 2 im Duisburger Stadtteil Beeckerwerth, Stadtbezirk Meiderich/Beeck wiedererrichtet, 1939 im Zuge einer Rheindeicherhöhung jedoch wieder abgerissen. 

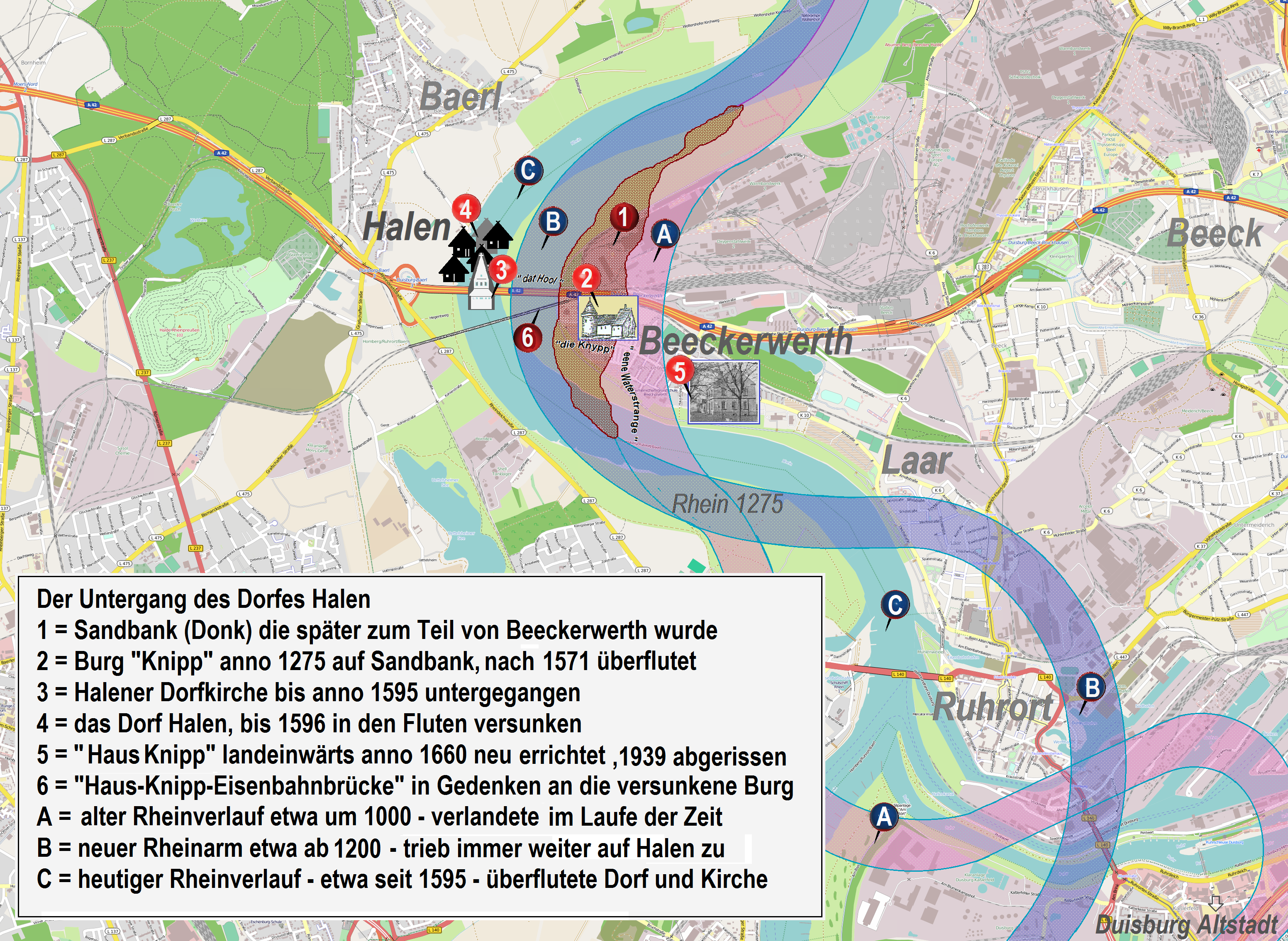
Halen und Burg Knipp – Rheinverlagerung 1275 mit Abtrennung der Burg Knipp. Erneute Rheinverlagerung 1595 mit Untergang von Kirche und Dorf

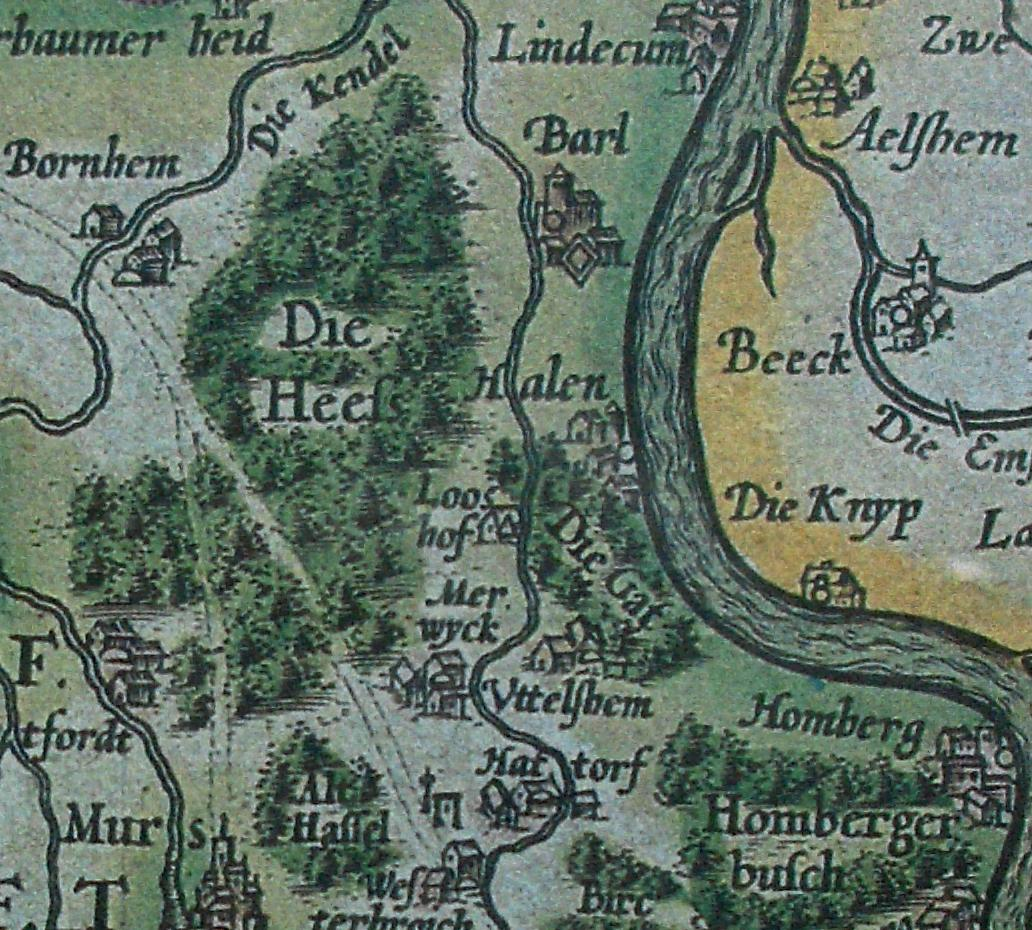
Burg Knipp (Knyp) auf einer Karte (Ausschnitt) gestochen von Johannes Mercator im Jahre 1591, am rechten Rheinufer gegenüber vom untergegangenen Dorfe Halen

## Geschichte
Haus Knipp wurde durch das Adelsgeschlecht Stecke, das im linksrheinischen, später durch den Rhein vollständig untergegangenen Halen begütert war, im 13. Jahrhundert errichtet. Urkundlich erwähnt wird es erstmals im Jahr 1292. Im Jahr 1405 versuchte Johann Stecke das Haus an Herzog Rainald von Jülich und Geldern abzutreten, doch bestand Graf Adolf von Kleve erfolgreich auf seine alten Lehnsherrenrechte. 1428 machte der inzwischen zum Herzog aufgestiegene Adolf Haus Knipp zu landesherrlichem Besitz. Ab diesem Zeitpunkt saßen Amtmänner als Besitzer und Verwalter auf dem Haus. U.a. Johann II. Pise (urkundlich 1448–1482), Burggraf von Knipp, Richter von Beeck und Sterkrade, sowie Mitglieder der Familie von Diepenbruch im 15. und noch einmal ab ca. 1620 für rund 100 Jahre sowie von 1460 bis 1561 die Adelsfamilie von Hanxleden; Ende des 15. Jahrhunderts Elbert von Hanxleden, der auch auf Haus Temminghoven saß. Als am 12. Oktober 1563 die zum Haus gehörenden Ländereien aufgezählt wurden, gehörten dazu neben einem Kohl- und Obstgarten auch ein Weingarten.
Im Jahr 1571 wurde das Haus nach einer mehrerer Jahre immer wieder Schäden verursachenden Verlagerung der Rheinschlinge bei einem Hochwasser vollständig zerstört. Erst 1613 nahm die klevische Regierung die Reste der Hausstelle durch Bestecken mit etlichen lebendigen Reisern symbolisch wieder in Besitz. 1620 wurde Knipp dann mehrere hundert Meter stromauf und landeinwärts durch den landesherrlichen Pächter Eberhard von Kappel  beim heutigen Haus Knipp Weg in Beeckerwerth neu errichtet. Die Erben des am 23. September 1658 kinderlos verstorbenen Eberhard von Kappen waren dessen Brüder, eine Schwester sowie mehrere Neffen.
1727 gehörten zum Haus 576 preußische Morgen. Eine um 1730 entstandene klevische Flurkarte zeigt eine große quadratische Anlage an einer Wegekreuzung. Mehrere große Gebäude lagen entlang der Straßen.
Ca. 1797 erfolgte ein Teilabbruch sowie die Reparatur der Burgkapelle. Unter französischer Herrschaft schenkte Joachim Murat, Schwager von Napoleon und Großherzog von Berg, das Haus Knipp am 11. Juni 1808 durch eine in Madrid ausgestellte Urkunde seiner Nichte Antoinette von Hohenzollern-Sigmaringen. Nach weiteren Besitzern kaufte am 11. Februar 1841 der Landwirt Johann Wilhelm Bernsau das Gut. Weitere vier Jahre später gelangte es an Prosper Ludwig von Arenberg. 1914 wurde Haus Knipp inklusive 176,48 Hektar Land und zusammen mit weiteren Ländereien in Beeckerwerth von der Gewerkschaft Deutscher Kaiser, d. h. dem Industriellen August Thyssen, gekauft. Er ließ das umliegende Land mit einer Arbeitersiedlung bebauen. Das Haus selbst fiel im September 1939 einer Rheindeicherhöhung zum Opfer.
Eine Haus-Knipp-Eisenbahnbrücke wurde 1912 erbaut, 1945 im Zweiten Weltkrieg gesprengt und 1946 wieder aufgebaut. Sie führt auf Höhe des ersten Hauses Knipp (Burg Knypp) über den Rhein.